# Campeonato Mundial de Balonmano Masculino Junior de 2015
El XX Campeonato Mundial de Balonmano Masculino Junior se celebró en Brasil entre el 19 de julio y el 1 de agosto de 2015 bajo la organización de la IHF.
Un total de 24 países compitieron por el título de campeón mundial júnior. Los 24 equipos se dividieron en 4 grupos de 6 equipos, los 4 mejores de cada grupo alcanzaron a la fase de octavos de final en eliminatoria directa hasta la final. Quienes resultaron los 8 perdedores en los otctavos de final disputaron sólo un partido más por los puestos 9.º, 11.º, 13.º y 15.º (según quedaron clasificados por su actuación en la fase de grupos). Los perdedores de los cuartos de final jugaron una llave de 4 para disputarse los puestos 5.º y 3.º.
Los dos equipos restantes por grupo de la primera fase también siguen jugando una ronda de emplazamiento llamada "Copa Presidente". Los equipos posicionados 5.os en cada grupo jugaron una llave de 4 por los puestos 17.º - 20.º, y los últimos (6.os) hicieron lo mismo disputando los puestos 21.º - 24.º. 

## Grupos
| Grupo A      | Grupo B       | Grupo C       | Grupo D  |
| ------------ | ------------- | ------------- | -------- |
| Suecia       | España        | Dinamarca     | Alemania |
| Rusia        | Rumania       | Francia       | Brasil   |
| Países Bajos | Serbia        | Argentina     | Egipto   |
| Túnez        | Catar         | Chile         | Noruega  |
| Bielorrusia  | Angola        | Corea del Sur | Uruguay  |
| Paraguay     | Corea del Sur | Argelia       | Japón    |

## Ronda Previa
Los primeros cuatro de cada grupo alcanzaron los octavos de final. Los equipos restantes jugaron entre sí por los puestos 17 a 24.

### Grupo A
| Equipo       | J | G | E | P | GF  | GC  | DG   | PTS |
| ------------ | - | - | - | - | --- | --- | ---- | --- |
| Suecia       | 5 | 5 | 0 | 0 | 210 | 108 | +102 | 10  |
| Bielorrusia  | 5 | 4 | 0 | 1 | 181 | 130 | +51  | 8   |
| Túnez        | 5 | 3 | 0 | 2 | 153 | 142 | +11  | 6   |
| Rusia        | 5 | 2 | 0 | 3 | 165 | 168 | -3   | 4   |
| Países Bajos | 5 | 1 | 0 | 4 | 149 | 165 | -16  | 2   |
| Paraguay     | 5 | 0 | 0 | 5 | 95  | 240 | -145 | 0   |

|  | Clasificado para los octavos de final |  | Clasificado para la Copa Presidente (17.º al 20.º) |  | Clasificado para la Copa Presidente (21.º al 24.º) |

- Resultados

| Fecha | Hora  | Local        | Resultado | Visitante    |
| ----- | ----- | ------------ | --------- | ------------ |
| 20-07 | 9:30  | Suecia       | 35:27     | Túnez        |
| 20-07 | 11:45 | Países Bajos | 25:37     | Bielorrusia  |
| 20-07 | 20:45 | Rusia        | 44:30     | Paraguay     |
| 21-07 | 16:15 | Túnez        | 26-23     | Rusia        |
| 21-07 | 18:30 | Bielorrusia  | 23:38     | Suecia       |
| 21-07 | 20:45 | Paraguay     | 18:52     | Países Bajos |
| 23-07 | 9:30  | Suecia       | 52:10     | Paraguay     |
| 23-07 | 11:45 | Rusia        | 37:25     | Países Bajos |
| 23-07 | 14:00 | Túnez        | 23:31     | Bielorrusia  |
| 24-07 | 16:15 | Rusia        | 28:41     | Bielorrusia  |
| 24-07 | 18:30 | Países Bajos | 20:44     | Suecia       |
| 24-07 | 20:45 | Paraguay     | 21:43     | Túnez        |
| 26-07 | 9:30  | Bielorrusia  | 49:16     | Paraguay     |
| 26-07 | 11:45 | Países Bajos | 27:29     | Túnez        |
| 26-07 | 16:00 | Suecia       | 41:28     | Rusia        |

### Grupo B
| Equipo   | J | G | E | P | GF  | GC  | DG  | PTS |
| -------- | - | - | - | - | --- | --- | --- | --- |
| España   | 5 | 4 | 0 | 1 | 134 | 107 | +27 | 8   |
| Rumania  | 5 | 2 | 2 | 1 | 136 | 130 | +6  | 6   |
| Catar    | 5 | 3 | 2 | 2 | 130 | 138 | -8  | 6   |
| Portugal | 5 | 2 | 1 | 2 | 120 | 127 | -7  | 5   |
| Serbia   | 5 | 2 | 1 | 2 | 134 | 112 | +22 | 5   |
| Angola   | 5 | 0 | 0 | 5 | 113 | 153 | -40 | 0   |

|  | Clasificado para los octavos de final |  | Clasificado para la Copa Presidente (17.º al 20.º) |  | Clasificado para la Copa Presidente (21.º al 24.º) |

- Resultados

| Fecha | Hora  | Local    | Resultado | Visitante |
| ----- | ----- | -------- | --------- | --------- |
| 20-07 | 14:00 | España   | 26:27     | Catar     |
| 20-07 | 16:15 | Rumania  | 26:26     | Portugal  |
| 20-07 | 18:30 | Serbia   | 31:14     | Angola    |
| 22-07 | 16:15 | Catar    | 31:32     | Rumania   |
| 22-07 | 18:30 | Angola   | 21:32     | España    |
| 22-07 | 20:45 | Portugal | 27:24     | Serbia    |
| 23-07 | 16:15 | Catar    | 24:23     | Angola    |
| 23-07 | 18:30 | Rumania  | 21:21     | Serbia    |
| 23-07 | 20:45 | España   | 25:20     | Portugal  |
| 25-07 | 15:30 | Rumania  | 39:29     | Angola    |
| 25-07 | 17:45 | Serbia   | 21:28     | España    |
| 25-07 | 20:00 | Portugal | 20:26     | Catar     |
| 26-07 | 16:15 | Angola   | 26:27     | Portugal  |
| 26-07 | 18:30 | Serbia   | 37:22     | Catar     |
| 26-07 | 20:45 | España   | 23:18     | Rumania   |

### Grupo C
| Equipo        | J | G | E | P | GF  | GC  | DG  | PTS |
| ------------- | - | - | - | - | --- | --- | --- | --- |
| Francia       | 5 | 5 | 0 | 0 | 163 | 123 | +40 | 10  |
| Dinamarca     | 5 | 4 | 0 | 1 | 165 | 121 | +44 | 8   |
| Corea del Sur | 5 | 3 | 0 | 2 | 153 | 133 | +20 | 6   |
| Argentina     | 5 | 2 | 0 | 3 | 114 | 123 | -9  | 4   |
| Argelia       | 5 | 1 | 0 | 4 | 117 | 145 | -28 | 2   |
| Chile         | 5 | 0 | 0 | 5 | 104 | 171 | -67 | 0   |

|  | Clasificado para los octavos de final |  | Clasificado para la Copa Presidente (17.º al 20.º) |  | Clasificado para la Copa Presidente (21.º al 24.º) |

- Resultados

| Fecha | Hora  | Local         | Resultado | Visitante     |
| ----- | ----- | ------------- | --------- | ------------- |
| 20-07 | 11:45 | Dinamarca     | 39:20     | Chile         |
| 20-07 | 14:00 | Francia       | 26:25     | Argelia       |
| 20-07 | 16:15 | Argentina     | 18:28     | Corea del Sur |
| 22-07 | 16:15 | Chile         | 22:38     | Francia       |
| 22-07 | 18:30 | Corea del Sur | 27:28     | Dinamarca     |
| 22-07 | 20:45 | Argelia       | 19:23     | Argentina     |
| 23-07 | 14:00 | Chile         | 22:35     | Corea del Sur |
| 23-07 | 16:15 | Francia       | 28:19     | Argentina     |
| 23-07 | 20:45 | Dinamarca     | 42:18     | Argelia       |
| 25-07 | 15:30 | Francia       | 39:31     | Corea del Sur |
| 25-07 | 17:45 | Argentina     | 24:30     | Dinamarca     |
| 25-07 | 20:00 | Argelia       | 29:22     | Chile         |
| 26-07 | 14:00 | Dinamarca     | 26:32     | Francia       |
| 26-07 | 16:15 | Corea del Sur | 32:26     | Argelia       |
| 26-07 | 20:45 | Argentina     | 30:18     | Chile         |

### Grupo D
| Equipo   | J | G | E | P | GF  | GC  | DG  | PTS |
| -------- | - | - | - | - | --- | --- | --- | --- |
| Alemania | 5 | 4 | 1 | 0 | 166 | 119 | +47 | 9   |
| Egipto   | 5 | 3 | 1 | 1 | 151 | 128 | +23 | 7   |
| Brasil   | 5 | 3 | 1 | 1 | 155 | 131 | +24 | 7   |
| Noruega  | 5 | 2 | 0 | 3 | 135 | 138 | -3  | 4   |
| Japón    | 5 | 1 | 1 | 3 | 139 | 155 | -16 | 3   |
| Uruguay  | 5 | 0 | 0 | 3 | 89  | 164 | -75 | 0   |

|  | Clasificado para los octavos de final |  | Clasificado para la Copa Presidente (17.º al 20.º) |  | Clasificado para la Copa Presidente (21.º al 24.º) |

- Resultados

| Fecha | Hora  | Local    | Resultado | Visitante |
| ----- | ----- | -------- | --------- | --------- |
| 19-07 | 18:30 | Brasil   | 31:30     | Japón     |
| 20-07 | 18:30 | Alemania | 28:24     | Noruega   |
| 20-07 | 20:45 | Egipto   | 37:20     | Uruguay   |
| 21-07 | 16:15 | Uruguay  | 18:37     | Alemania  |
| 21-07 | 18:30 | Noruega  | 24:37     | Brasil    |
| 21-07 | 20:45 | Japón    | 27:27     | Egipto    |
| 23-07 | 9:30  | Alemania | 43:24     | Japón     |
| 23-07 | 11:45 | Noruega  | 31:16     | Uruguay   |
| 23-07 | 18:30 | Brasil   | 31:32     | Egipto    |
| 24-07 | 16:15 | Egipto   | 24:29     | Alemania  |
| 24-07 | 18:30 | Brasil   | 27:16     | Uruguay   |
| 24-07 | 20:45 | Japón    | 26:35     | Noruega   |
| 26-07 | 9:30  | Uruguay  | 19:32     | Japón     |
| 26-07 | 11:45 | Egipto   | 31:21     | Noruega   |
| 26-07 | 18:30 | Alemania | 29:29     | Brasil    |

## Fase final
|  | Octavos de final    | Octavos de final    |           |             | Cuartos de final    | Cuartos de final    |  |           | Semifinales         | Semifinales         |               |              | Final               | Final               |  |
|  | 28 de julio de 2015 | 28 de julio de 2015 |           |             | 29 de julio de 2015 | 29 de julio de 2015 |  |           | 31 de julio de 2015 | 31 de julio de 2015 |               |              | 1 de agosto de 2015 | 1 de agosto de 2015 |  |
|  |                     |                     |           |             |                     |                     |  |           |                     |                     |               |              |                     |                     |  |
|  |                     |                     |           |             |                     |                     |  |           |                     |                     |               |              |                     |                     |  |
|  | España              | 31                  |           |             |                     |                     |  |           |                     |                     |               |              |                     |                     |  |
|  | España              | 31                  |           |             |                     |                     |  |           |                     |                     |               |              |                     |                     |  |
|  | Rusia               | 25                  |           |             |                     |                     |  |           |                     |                     |               |              |                     |                     |  |
|  | Rusia               | 25                  |           | España      | 21                  |                     |  |           |                     |                     |               |              |                     |                     |  |
|  |                     |                     |           | España      | 21                  |                     |  |           |                     |                     |               |              |                     |                     |  |
|  |                     |                     | Dinamarca | 22          |                     |                     |  |           |                     |                     |               |              |                     |                     |  |
|  | Brasil              | 31                  | Dinamarca | 22          |                     |                     |  |           |                     |                     |               |              |                     |                     |  |
|  | Brasil              | 31                  |           |             |                     |                     |  |           |                     |                     |               |              |                     |                     |  |
|  | Dinamarca           | 34                  |           |             |                     |                     |  |           |                     |                     |               |              |                     |                     |  |
|  | Dinamarca           | 34                  |           |             |                     |                     |  | Dinamarca | 28                  |                     |               |              |                     |                     |  |
|  |                     |                     |           |             |                     |                     |  | Dinamarca | 28                  |                     |               |              |                     |                     |  |
|  |                     |                     | Alemania  | 26          |                     |                     |  |           |                     |                     |               |              |                     |                     |  |
|  | Catar               | 35                  | Alemania  | 26          |                     |                     |  |           |                     |                     |               |              |                     |                     |  |
|  | Catar               | 35                  |           |             |                     |                     |  |           |                     |                     |               |              |                     |                     |  |
|  | Bielorrusia (TE)    | 36                  |           |             |                     |                     |  |           |                     |                     |               |              |                     |                     |  |
|  | Bielorrusia (TE)    | 36                  |           | Bielorrusia | 37                  |                     |  |           |                     |                     |               |              |                     |                     |  |
|  |                     |                     |           | Bielorrusia | 37                  |                     |  |           |                     |                     |               |              |                     |                     |  |
|  |                     |                     | Alemania  | 43          |                     |                     |  |           |                     |                     |               |              |                     |                     |  |
|  | Alemania            | 27                  | Alemania  | 43          |                     |                     |  |           |                     |                     |               |              |                     |                     |  |
|  | Alemania            | 27                  |           |             |                     |                     |  |           |                     |                     |               |              |                     |                     |  |
|  | Argentina           | 18                  |           |             |                     |                     |  |           |                     |                     |               |              |                     |                     |  |
|  | Argentina           | 18                  |           |             |                     |                     |  |           |                     |                     |               | Dinamarca    | 24                  |                     |  |
|  |                     |                     |           |             |                     |                     |  |           |                     |                     |               | Dinamarca    | 24                  |                     |  |
|  |                     |                     | Francia   | 26          |                     |                     |  |           |                     |                     |               |              |                     |                     |  |
|  | Suecia (TE)         | 33                  | Francia   | 26          |                     |                     |  |           |                     |                     |               |              |                     |                     |  |
|  | Suecia (TE)         | 33                  |           |             |                     |                     |  |           |                     |                     |               |              |                     |                     |  |
|  | Portugal            | 30                  |           |             |                     |                     |  |           |                     |                     |               |              |                     |                     |  |
|  | Portugal            | 30                  |           | Suecia      | 27                  |                     |  |           |                     |                     |               |              |                     |                     |  |
|  |                     |                     |           | Suecia      | 27                  |                     |  |           |                     |                     |               |              |                     |                     |  |
|  |                     |                     | Egipto    | 28          |                     |                     |  |           |                     |                     |               |              |                     |                     |  |
|  | Corea del Sur       | 36                  | Egipto    | 28          |                     |                     |  |           |                     |                     |               |              |                     |                     |  |
|  | Corea del Sur       | 36                  |           |             |                     |                     |  |           |                     |                     |               |              |                     |                     |  |
|  | Egipto              | 39                  |           |             |                     |                     |  |           |                     |                     |               |              |                     |                     |  |
|  | Egipto              | 39                  |           |             |                     |                     |  | Egipto    | 30                  |                     |               |              |                     |                     |  |
|  |                     |                     |           |             |                     |                     |  | Egipto    | 30                  |                     |               |              |                     |                     |  |
|  |                     |                     | Francia   | 32          |                     |                     |  |           |                     |                     |               |              |                     |                     |  |
|  | Túnez               | 27                  | Francia   | 32          |                     |                     |  |           |                     |                     |               |              |                     |                     |  |
|  | Túnez               | 27                  |           |             |                     |                     |  |           |                     |                     |               |              |                     |                     |  |
|  | Rumania             | 29                  |           |             |                     |                     |  |           |                     |                     |               |              |                     |                     |  |
|  | Rumania             | 29                  |           | Rumania     | 20                  |                     |  |           |                     |                     |               | Tercer lugar | Tercer lugar        |                     |  |
|  |                     |                     |           | Rumania     | 20                  |                     |  |           |                     |                     |               | Tercer lugar | Tercer lugar        |                     |  |
|  |                     |                     | Francia   | 30          |                     |                     |  |           |                     |                     |               |              |                     |                     |  |
|  | Francia             | 24                  | Francia   | 30          |                     |                     |  |           |                     |                     | Alemania (TE) | 35           |                     |                     |  |
|  | Francia             | 24                  |           |             |                     |                     |  |           |                     |                     | Alemania (TE) | 35           |                     |                     |  |
|  | Noruega             | 20                  |           |             |                     |                     |  |           |                     |                     |               |              | Egipto              | 34                  |  |
|  | Noruega             | 20                  |           |             |                     |                     |  |           |                     |                     |               |              | Egipto              | 34                  |  |
|  |                     |                     |           |             |                     |                     |  |           |                     |                     |               |              |                     |                     |  |

### Octavos de final
| Fecha | Hora  | Local         | Resultado  | Visitante   | Reporte       |
| ----- | ----- | ------------- | ---------- | ----------- | ------------- |
| 28-07 | 15:30 | España        | 31:25      | Rusia       | ESP-RUS — PDF |
| 28-07 | 18:00 | Brasil        | 31:34      | Dinamarca   | BRA-DEN — PDF |
| 28-07 | 15:45 | Catar         | 35:36 (TE) | Bielorrusia | QAT-BLR — PDF |
| 28-07 | 20:30 | Alemania      | 27:18      | Argentina   | GER-ARG — PDF |
| 28-07 | 15:45 | Suecia        | 33:30 (TE) | Portugal    | SWE-POR — PDF |
| 28-07 | 13:30 | Corea del Sur | 36:39      | Egipto      | KOR-EGY — PDF |
| 28-07 | 18:00 | Túnez         | 27:29      | Rumania     | TUN-ROM — PDF |
| 28-07 | 20:30 | Francia       | 24:20      | Noruega     | FRA-NOR — PDF |

### Cuartos de final
| Fecha | Hora  | Local       | Resultado | Visitante | Reporte       |
| ----- | ----- | ----------- | --------- | --------- | ------------- |
| 29-07 | 18:00 | España      | 21:22     | Dinamarca | ESP-DEN — PDF |
| 29-07 | 18:00 | Bielorrusia | 37:43     | Alemania  | BLR-GER — PDF |
| 29-07 | 20:30 | Egipto      | 28:27     | Suecia    | EGY-SWE — PDF |
| 29-07 | 20:30 | Rumania     | 30:20     | Francia   | ROM-FRA — PDF |

### Semifinales
| Fecha | Hora  | Local     | Resultado | Visitante | Reporte       |
| ----- | ----- | --------- | --------- | --------- | ------------- |
| 31-07 | 15:30 | Dinamarca | 28:26     | Alemania  | DEN-GER — PDF |
| 31-07 | 18:00 | Egipto    | 30:32     | Francia   | EGY-FRA — PDF |

### Tercer puesto
| Fecha | Hora  | Local    | Resultado  | Visitante | Reporte       |
| ----- | ----- | -------- | ---------- | --------- | ------------- |
| 01-08 | 15:30 | Alemania | 35:34 (TE) | Egipto    | GER-EGY — PDF |

### Final
| Fecha | Hora  | Local     | Resultado | Visitante | Reporte       |
| ----- | ----- | --------- | --------- | --------- | ------------- |
| 01-08 | 18:00 | Dinamarca | 24:26     | Francia   | DEN-FRA — PDF |

### Llave de quinto a octavo puesto
|  | Eliminatoria 5.º a 8.º | Eliminatoria 5.º a 8.º |    |             | Quinto puesto         | Quinto puesto |  |
|  |                        |                        |    |             |                       |               |  |
|  | 31 de julio            |                        |    |             |                       |               |  |
|  | España                 | 34                     |    |             |                       |               |  |
|  | Bielorrusia            | 36                     |    |             |                       |               |  |
|  |                        |                        |    |             |                       |               |  |
|  |                        |                        |    |             | 1 de agosto           |               |  |
|  |                        |                        |    |             | Bielorrusia           | 33            |  |
|  |                        | Suecia                 | 37 |             |                       |               |  |
|  |                        |                        |    |             |                       |               |  |
|  |                        |                        |    |             |                       |               |  |
|  |                        |                        |    |             | Séptimo puesto puesto |               |  |
|  | 31 de julio            | 31 de julio            |    | 1 de agosto | 1 de agosto           |               |  |
|  | Suecia                 | 36                     |    | España      | 30                    |               |  |
|  | Rumania                | 24                     |    |             | Rumania               | 29            |  |

| Fecha | Hora  | Local       | Resultado | Visitante   | Reporte       |
| ----- | ----- | ----------- | --------- | ----------- | ------------- |
| 31-07 | 11:00 | España      | 34:36     | Bielorrusia | ESP-BLR — PDF |
| 31-07 | 13:15 | Suecia      | 36:24     | Rumania     | SWE-ROM — PDF |
| 01-08 | 11:00 | Bielorrusia | 33:37     | Suecia      | BLR- — PDF    |
| 01-08 | 13:15 | España      | 30:29     | Rumania     | ESP- — PDF    |

### Noveno puesto
| Fecha | Hora  | Local | Resultado | Visitante | Reporte       |
| ----- | ----- | ----- | --------- | --------- | ------------- |
| 29-07 | 15:45 | Catar | 36:35(PE) | Brasil    | QAT-BRA — PDF |

### Decimoprimer puesto
| Fecha | Hora  | Local         | Resultado | Visitante | Reporte       |
| ----- | ----- | ------------- | --------- | --------- | ------------- |
| 27-07 | 15:45 | Corea del Sur | 29:26     | Túnez     | KOR-TUN — PDF |

### Decimotercer puesto
| Fecha | Hora  | Local    | Resultado | Visitante | Reporte       |
| ----- | ----- | -------- | --------- | --------- | ------------- |
| 29-07 | 13:30 | Portugal | 26:30     | Argentina | POR-ARG — PDF |

### Decimoquinto puesto
| Fecha | Hora  | Local   | Resultado | Visitante | Reporte       |
| ----- | ----- | ------- | --------- | --------- | ------------- |
| 29-07 | 13:30 | Noruega | 32:29     | Rusia     | NOR-RUS — PDF |

### Copa Presidente
|  | Copa Presidente (17.º al 20.º) |

|  | Eliminatoria 17.º a 20.º | Eliminatoria 17.º a 20.º |    |              | Decimoséptimo puesto | Decimoséptimo puesto |  |
|  |                          |                          |    |              |                      |                      |  |
|  | 28 de julio              |                          |    |              |                      |                      |  |
|  | Países Bajos             | 23                       |    |              |                      |                      |  |
|  | Serbia                   | 37                       |    |              |                      |                      |  |
|  |                          |                          |    |              |                      |                      |  |
|  |                          |                          |    |              | 29 de julio          |                      |  |
|  |                          |                          |    |              | Serbia               | 28                   |  |
|  |                          | Japón                    | 24 |              |                      |                      |  |
|  |                          |                          |    |              |                      |                      |  |
|  |                          |                          |    |              |                      |                      |  |
|  |                          |                          |    |              | Decimonoveno puesto  |                      |  |
|  | 28 de julio              | 28 de julio              |    | 29 de julio  | 29 de julio          |                      |  |
|  | Argelia                  | 19                       |    | Países Bajos | 33                   |                      |  |
|  | Japón                    | 28                       |    |              | ' Argelia            | 25                   |  |

| Fecha | Hora  | Local        | Resultado | Visitante | Reporte       |
| ----- | ----- | ------------ | --------- | --------- | ------------- |
| 28-07 | 11:15 | Países Bajos | 26:37     | Serbia    | NED-SER — PDF |
| 28-07 | 09:00 | Argelia      | 19:28     | Japón     | ALG-JAP — PDF |
| 29-07 | 11:15 | Serbia       | 28:24     | Japón     | SER-JAP — PDF |
| 29-07 | 20:30 | Países Bajos | 33:25     | Argelia   | NED-ALG — PDF |

|  | Copa Presidente (21.º al 24.º) |

|  | Eliminatoria 20.º a 24.º | Eliminatoria 20.º a 24.º |    |             | Vigesimoprimer puesto | Vigesimoprimer puesto |  |
|  |                          |                          |    |             |                       |                       |  |
|  | 28 de julio              |                          |    |             |                       |                       |  |
|  | Paraguay                 | 22                       |    |             |                       |                       |  |
|  | Angola                   | 33                       |    |             |                       |                       |  |
|  |                          |                          |    |             |                       |                       |  |
|  |                          |                          |    |             | 29 de julio           |                       |  |
|  |                          |                          |    |             | Angola                | 24                    |  |
|  |                          | Uruguay                  | 16 |             |                       |                       |  |
|  |                          |                          |    |             |                       |                       |  |
|  |                          |                          |    |             |                       |                       |  |
|  |                          |                          |    |             | Vigesimocuarto puesto |                       |  |
|  | 28 de julio              | 28 de julio              |    | 29 de julio | 29 de julio           |                       |  |
|  | Chile                    | 18                       |    | Paraguay    | 27                    |                       |  |
|  | Uruguay                  | 21                       |    |             | Chile                 | 37                    |  |

| Fecha | Hora  | Local    | Resultado | Visitante | Reporte       |
| ----- | ----- | -------- | --------- | --------- | ------------- |
| 28-07 | 11:15 | Paraguay | 22:33     | Angola    | PAR-ANG — PDF |
| 28-07 | 09:00 | Chile    | 18:21     | Uruguay   | CHI-URU — PDF |
| 29-07 | 11:15 | Angola   | 24:16     | Uruguay   | ANG-URU — PDF |
| 29-07 | 09:00 | Paraguay | 27:37     | Chile     | NED-ALG — PDF |

## Posiciones
| Francia | Dinamarca | Alemania |

| P  | Equipo        |
| -- | ------------- |
|    | Francia       |
|    | Dinamarca     |
|    | Alemania      |
| 4  | Egipto        |
| 5  | Suecia        |
| 6  | Bielorrusia   |
| 7  | España        |
| 8  | Rumania       |
| 9  | Catar         |
| 10 | Brasil        |
| 11 | Corea del Sur |
| 12 | Túnez         |
| 13 | Argentina     |
| 14 | Portugal      |
| 15 | Noruega       |
| 16 | Rusia         |
| 17 | Serbia        |
| 18 | Japón         |
| 19 | Países Bajos  |
| 20 | Argelia       |
| 21 | Angola        |
| 22 | Uruguay       |
| 23 | Chile         |
| 24 | Paraguay      |

## Estadísticas

### MVP
- Florian Delecroix

### Equipo ideal
- Arquero:  Julien Meyer
- Extremo derecho:  Johan Hansen
- Armador derecho:  Florian Delecroix
- Armador central:  Mohab Hossam
- Armador izquierdo:  Simon Ernst
- Extremo izquierdo:  Jerry Tollbring
- Pivot:  Simon Hald Jensen

### Goleadores
| P  | País                   | Jugador          | G  | L   | %EF | 7m    | PJ | GPP |
| -- | ---------------------- | ---------------- | -- | --- | --- | ----- | -- | --- |
| 1  | Bandera de Rumania     | Nicusor A. Negru | 70 | 102 | 67% | 17/21 | 9  | 7.8 |
| 2  | Bandera de Rusia       | A. Shkurinsky    | 61 | 110 | 55% | 19/20 | 7  | 8.7 |
| 3  | Bandera de Egipto      | Mohamed Yehia    | 60 | 95  | 63% | 6/9   | 9  | 6.7 |
| 4  | Bandera de Bielorrusia | Artsem Karalek   | 51 | 76  | 67% | -     | 9  | 5.7 |
| 5  | Bandera de Suecia      | Pontus Zetterman | 51 | 78  | 65% | 6/8   | 9  | 5.7 |
| 6  | Bandera de Japón       | S. Tokuda        | 48 | 91  | 53% | 6/8   | 7  | 6.8 |
| 7  | Bandera de Suecia      | Jerry Tollbring  | 47 | 63  | 75% | 7/7   | 9  | 5.2 |
| 8  | Bandera de Bielorrusia | Hleb Harbuz      | 47 | 39  | 63% | 19/24 | 9  | 5.2 |
| 9  | Bandera de Túnez       | Bilel Abdelli    | 47 | 32  | 57% | -     | 7  | 6.7 |
| 10 | Bandera de Suecia      | Niklas Mork      | 46 | 41  | 79% | -     | 9  | 5.1 |

Goleadores — PDF (261 kB)
| Predecesor: Bosnia y Herzegovina 2013 | Mundial de Balonmano Junior XX edición | Sucesor: Argelia 2017 |

- Datos: Q18702368